# Ърнест Томпсън Ситън
Ърнест Томпсън Ситън (на английски: Ernest Thompson Seton) е канадско-американски художник-анималист и писател, автор на произведения в жанра приключенски роман, емигрант от Великобритания.
Основател на Woodcraft Indians и съосновател на движението на скаутите в САЩ. Баща е на писателката Ан Ситън (1904 – 1990), авторка на исторически и биографични романи.

## Биография и творчество
Ърнест Томпсън Ситън е роден на 14 август 1860 г. в Саут Шийлдс, Англия, в шотландско семейство. Роден е като Ърнест Ивън Томпсън. Има 9 братя и сестра, която умира на 6 години. Семейството му емигрира в Канада през 1866 г. след като баща му фалира като корабособственик. По-голямата част от детството си прекарва в Торонто от 1970 г. Като младеж той се оттегля в горите, за да описва и изучава животните и да избяга от тормоза от страна на баща му.
Подпомогнат от местна дарителка през 1879 г. завършва колеж за изкуства в Торонто със златен медал. Печели стипендия и изучава изобразително изкуство в Кралската Академия в Лондон в периода 1879-1891 г. Заради влошено здраве се връща във фермата на семейството в Манитоба, където работи и там започва да пише за природата. Сменя името си на Ърнест Томпсън Ситън.
Прави първото си посещение в САЩ през 1883 г. и се среща с много природолюбители, орнитолози и писатели. От тогава до края на 80-те прекарва времето си между Карбъри, Торонто и Ню Йорк. Бързо става художник-анималист и през 1885 г. получава договор за скици на бозайници за речник. Изготвя скици на около 1000 бозайници, като много от рисунките прави в Американския музей по естествена история.
През 1886 г. е издадена първата му книга „Бозайниците на Манитоба“
В периода 1890-1891 г. учи изобразително изкуство в Париж. Участва в Салона на художниците с картината „Спящия вълк“. През 1893 г. картината му „Триумфт на вълците“ е изложена на Първия световен панаил в Чикаго. Същата година е назначен за официален натуралист на правителството на Манитоба.
Става известен писател, художник и натуралист и се премества в Ню Йорк, за да продължи кариерата си. По-късно заживява в Уиндигъл – в имот, който построява в Кос Коб, част от Грийнуич, Кънектикът.
След като местната младеж вандалства в имота му, той ги кани на гости през един уикенд и им разказва истории за американските индианци и за природата. Сформира организацията „Woodcraft Indians“ през 1902 г. и кани местните младежи да се присъединят. Пише поредица от статии за нея в „Ladies Home Journal“, които са публикувани в сборник през 1906 г.
През 1907 г. заедно с Едуард Прибъл прави изследване с кану на северната част на Канада. Макар и само с компас прави доста точни карти, които се ползват до 1950 г.
Той е един от основателите през 1910 г. на Скаутското движение в Америка и служи като главен скаут до 1915 г. когато подава оставка, защото не харесва военизирания аспект на организацията. Възстановява организацията „Woodcraft“ за деца и възрастни, която през 1922 г. става съ-образователната организация „Woodcraft Rangers“ – движението на следотърсачите в Северна Америка. Отхвърля ширещата се американизация и предупреждава Европа за негативните ѝ последици, които ще сполетят Стария континент.
| „                                  | Това е мъдростта на горите, а горите бързо изчезват. Ще минат немного години и тук не ще има вече дървета и моята мъдрост ще се превърне в безумие. В тази страна се е поселила голяма сила, която наричат търговия. Тя всичко изяжда, даже хората. | “ |
| Ърнест Томпсън Ситън, „Моят живот“ | |   |

През 1930 г. се премества в Санта Фе, където изгражда лагер за обучение на лидери на „Woodcraft“.
Ърнест Ситън е автор на повече от 10000 научнопопулярни статии и на около 40 книги и брошури, сред които: „Бозайниците на Манитоба“ (1886), „Птиците на Манитоба“ (1891), „Дивите животни, които познавам“ (1898), „Биографията на гризли“ (1900), „Съдбата на преследваните“ (1901), „Животни герои“ (1905), „Свитък брезова кора“ (1906), „Фауната на Манитоба“ (1909), „Младите индианци“ (1910), „Скаутите на Америка“ (1910) „Книга за гората“ (1912), „Ловци в северните гори“ (1911), „Легендата за Белия елен“ (1915), „Десетте Божи заповеди в света на животните“ (1923), „Животните“ (1926), „Животът на северните зверове“ (в 2 тома), „Животът на дивите зверове“ (в 4 тома, 1925 – 1928), „Моят живот“ (Следата на един художник естественик) (автобиография, 1940), и др. Оставя 50 тома дневници.
Има два брака. През 1896 г. се жени за богатата Грейс Галатин, пътешественичка и основателка на клуб на жени писателки. Имат дъщеря – Ан (Аня) Ситън, която става известна писателка. Развеждат се през 1935 г. Скоро след това се жени за писателката Юлия М. Бютре, с която осиновяват дъщеря – Бюла Ситън Барбър (1938-2006). Юлия Бютре е негов асистент и секретар до смъртта му.
Става натурализиран гражданин на САЩ през 1931 г.
Удостоен е с почетна магистърска степен по хуманитарни науки от Колежа Спригфийлд, Масачузетс.
Ърнест Томпсън Ситън умира на 23 октомври 1946 г. в Ситън Вилидж, Ню Мексико, САЩ.

## Произведения
- Mammals of Manitoba (1886)
- Birds of Manitoba, Foster (1891)
- How to Catch Wolves (1894)
- Studies in the Art Anatomy of Animals (1896)
- Wild Animals I Have Known (1898)
”Дивите животни, които познавам” в Уинипегският вълк, сборник, изд. „Земиздат“, София (1984), прев. Борис Дамянов
- The Trail of the Sandhill Stag (1899)
- The Biography of a Grizzly (1900)
„Биографията на гризли“ в Уинипегският вълк, сборник, изд. „Земиздат“, София (1984), прев. Борис Дамянов
- Bird Portraits (1901)
- Lives of the Hunted (1901)
- Twelve Pictures of Wild Animals (1901)
- Krag and Johnny Bear (1902)
- How to Play Indian (1903)
- Two Little Savages (1903)
- How to Make a Real Indian Teepee (1903)
- How Boys Can Form a Band of Indians (1903)
- The Red Book (1904)
- Monarch, The Big Bear of Tallac (1904)
- Woodmyth and Fable, Century (1905)
- Animal Heroes (1905)
„Животни герои“ в Уинипегският вълк, сборник, изд. „Земиздат“, София (1984), прев. Борис Дамянов
- The Natural History of the Ten Commandments (1907)
- Fauna of Manitoba, British Assoc. Handbook (1909)
- Biography of a Silver Fox (1909)
- Life-Histories of Northern Animals (2 части) (1909)
- Boy Scouts of America: Official Handbook, with General Sir Baden-Powell (1910)
- The Forester's Manual (1910)
- The Arctic Prairies (1911)
- Rolf in the Woods (1911)
Ловци в северните гори, изд. „Земиздат“, София (1968), прев. Сидер Флорин
- The Red Lodge (1912)
- Wild Animals at Home (1913)
- The Slum Cat (1915)
- Legend of the White Reindeer (1915)
- Wild Animal Ways (1916)
- The Preacher of Cedar Mountain (1917)
- Sign Talk of the Indians (1918)
- The Brownie Wigwam; The Rules of the Brownies (1921)
- The Buffalo Wind (1921)
- Woodland Tales (1921)
- Bannertail: The Story of a Gray Squirrel (1922)
- Manual of the Brownies 6th edition (1922)
- The Ten Commandments in the Animal World (1923)
- Animals (1926)
- Animals Worth Knowing (1928)
- Lives of Game Animals (4 volumes) (1925 – 1928)
- Blazes on the Trail (1928)
- Krag, The Kootenay Ram and Other Stories (1929)
- Billy the Dog That Made Good (1930)
- Cute Coyote and Other Stories (1930)
- Lobo, Bingo, The Pacing Mustang (1930)
- Famous Animal Stories (1932)
- Animals Worth Knowing (1934)
- Johnny Bear, Lobo and Other Stories (1935)
- The Gospel of the Redman, with Julia Seton (1936)
- Biography of An Arctic Fox (1937)
- Great Historic Animals (1937)
- Mainly about Wolves (1937)
- Pictographs of the Old Southwest (1937)
- Buffalo Wind (1938)
- Trail and Camp-Fire Stories (1940)
- Trail of an Artist-Naturalist: The Autobiography of Ernest Thompson Seton (1940)
Моят живот, изд. „Детиздат“, София (1947), прев. Камен Калчев
- Santanna, The Hero Dog of France (1945)

На български са издадени и книгите:
- Младите индийци, изд. „Народна просвета“, София (1948), прев. Здравко Подвързвачов
- Сивата мечка, сборник, изд. „Земиздат“, София (1968), прев. Здравко Подвързвачов
В сборника са включени три разказа – „Сивата мечка“ – за живота на едно от най-силните животни в Скалистите планини, „Лобо“ – разказ за силата и хитростта на един огромен вълк, страшилище за скотовъдците в района, в който е действала глутницата, „Животът на моето куче Бинго“ – за затрогващата вярност на животното към стопанина му
- Уличният певец, сборник, изд. „Народна младеж“, София (1974), прев. Светлана Стефанова
В този сборник са включени разказите: „Уличният певец“, „Котката от покрайнините“, „Арнокс – хроника за един домашен гълъб“, „Уинипегският вълк“, Малкия ветеран – патилата на един заек", „Снеп – разказ за един бултериер“, „Бедландският Били – победата на вълка“.

### Екранизации
- 1908 Ingomar, the Barbarian
- 1962 The Legend of Lobo
- 1970 King of the Grizzlies – по „The Biography of a Grizzly“
- 1973 Domino – история
- 1961-1973 Disneyland – ТВ сериал, 3 епизода по „Biography of a Grizzly“
- 1977 Seton Dôbutsuki Kuma no ko Jacky – ТВ сериал
- 1979 Seton Dôbutsuki Risu no bannâ – ТВ сериал, 1 епизод по „Bannertail: The Story of a Gray Squirrel“
- 1992 Chink – кратък филм